# Флоријан Велброк
Флоријан Велброк (Бремен, 19. август 1997) немачки је пливач чија специјалност су маратонске трке слободним стилом у базену и на отвореним водама. Двоструки је светски првак и први пливач у историји који је на једном такмичењу (Светско првенство 2019) освојио златне медаље у базену и на отвореним водама. Учествовао је и на Олимпијским играма у Рију 2016. године. 
Године 2019. проглашен је за најбољег пливача света на отвореним водама у избору специјализованог пливачког магазина Swimming World magazine.

## Спортска каријера
Велброк је пливање почео да тренира још као дечак у родном Бремену, а прво велико такмичење на коме је учествовао је било светско првенство на отвореним водама у Казању 2015, где је освојио високо пето место у трци на 5 километара.
Већ 2016. је дебитовао на Олимпијским играма које су те године одржане у Рију, где се такмичио у трци на 1500 слободно коју је окончао на 31. месту у квалификацијама. Месец дана касније осваја и прве медаље у међународној каријери, пошто на европском јуниорском првенству у Италији осваја злато у екипној трци и сребро у трци на 10 километара. 
Такмичио се и на светском првенству у Будимпешти 2017, а најбољи резултат је постигао у трци на 800 слободно коју је окончао на седмом месту у финалу. 
На Европском првенству у Глазгову 2018. освојио је по једну златну (1500 слободно), сребрну (5 км екипно) и бронзану медаљу (800 слободно).
Највећи успех у дотадашњој професионалној каријери остварио је на светском првенству у корејском Квангџуу 2019, где је освојио две златне медаље, поставши тако првим пливачем у историји светских првенстава који је на једном такмичењу освојио титуле светског првака у базену (трка на 1500 слободно) и на отвореним водама (10 километара). На истом такмичењу пливао је и у квалификацијама трке на 800 слободно, које је окончао на 17. месту. 